# Association Sportive de Saint-Étienne Loire 2008-2009
La pagina raccoglie i dati riguardanti l'Association Sportive de Saint-Étienne nelle competizioni ufficiali della stagione 2008-2009.

## Stagione
Nella stagione 2008-2009 il Saint-Étienne offrì delle prestazioni contraddittorie, affermandosi come protagonista in Coppa UEFA (dove, dopo aver concluso il girone di qualificazione al primo posto, arrivò fino agli ottavi di finale dove fu eliminato dal Werder Brema) ma ottenendo una salvezza risicata in campionato (la squadra, a parità di punti con il Caen ma svantaggiata dalla peggior differenza reti, riuscì a sopravanzare i rivali all'ultima giornata approfittando della sconfitta del Caen contro un Bordeaux in corsa per il titolo). Poco degne di nota le prestazioni nelle coppe nazionali, dove i Verts uscirono agli ottavi di finale della Coppa di Francia e al primo turno della Coppa di Lega.

## Maglie e sponsor
Vengono confermati gli sponsor (Adidas come fornitore tecnico e Konica Minolta come sponsor ufficiale) introdotti tra il 2004-2005: le uniche modifiche riguardano la fantasia della maglia.
| Manica sinistra · Maglietta · Maglietta · Manica destra · Pantaloncini · Pantaloncini · Calzettoni |

## Organigramma societario
Area direttiva
- Presidente:  Bernard Caïazzo

Area tecnica
- Allenatore:  Laurent Roussey, poi  Alain Perrin

## Rosa
| N. |                    | Ruolo | Calciatore            |
| -- | ------------------ | ----- | --------------------- |
| 1  | Francia (bandiera) | P     | Jody Viviani          |
| 2  | Francia (bandiera) | D     | Cédric Verrault       |
| 4  | Grecia (bandiera)  | D     | Efstáthios Tavlarídis |
| 5  | Francia (bandiera) | A     | Sébastien Grax        |
| 7  | Francia (bandiera) | C     | Dimitri Payet         |
| 8  | Brasile (bandiera) | A     | Araujo Ilan           |
| 9  | Francia (bandiera) | A     | David Gigliotti       |
| 10 | Belgio (bandiera)  | A     | Kevin Mirallas        |
| 11 | Francia (bandiera) | C     | Geoffrey Dernis       |
| 12 | Francia (bandiera) | C     | Blaise Matuidi        |
| 16 | Francia (bandiera) | P     | Jérémie Janot         |
| 17 | Francia (bandiera) | C     | Yohan Hautcœur        |
| 18 | Francia (bandiera) | A     | Bafétimbi Gomis       |

| N. |                       | Ruolo | Calciatore               |
| -- | --------------------- | ----- | ------------------------ |
| 19 | Francia (bandiera)    | C     | Christophe Landrin       |
| 20 | Senegal (bandiera)    | C     | Boubacar Mansaly         |
| 21 | Francia (bandiera)    | D     | Mouhamadou Dabo          |
| 22 | Giappone (bandiera)   | C     | Daisuke Matsui           |
| 23 | Francia (bandiera)    | D     | David Sauget             |
| 24 | Francia (bandiera)    | C     | Loïc Perrin              |
| 25 | Portogallo (bandiera) | C     | Paulo Machado            |
| 26 | Senegal (bandiera)    | D     | Moustapha Bayal Sall     |
| 28 | Francia (bandiera)    | D     | Yohan Benalouane         |
| 29 | Francia (bandiera)    | A     | Emmanuel Rivière         |
| 31 | Francia (bandiera)    | C     | Samy Houri               |
| 32 | Francia (bandiera)    | D     | Sylvain Monsoreau        |
| 40 | Senegal (bandiera)    | P     | Pape Abdoulaye Coulibaly |

## Statistiche

### Statistiche di squadra
| Competizione     | Punti | Totale | Totale | Totale | Totale | Totale | Totale | DR  |
| Competizione     | Punti | G      | V      | N      | P      | Gf     | Gs     | DR  |
| ---------------- | ----- | ------ | ------ | ------ | ------ | ------ | ------ | --- |
| Ligue 1          | 40    | 38     | 11     | 7      | 20     | 40     | 56     | -16 |
| Coppa di Francia | -     | 2      | 1      | 0      | 1      | 1      | 2      | -1  |
| Coppa di Lega    | -     | 1      | 1      | 0      | 0      | 1      | 4      | -3  |
| Coppa UEFA       | -     | 10     | 6      | 3      | 1      | 20     | 9      | +11 |
| Totale           | -     | 51     | 19     | 10     | 22     | 62     | 71     | -9  |